# Sulligent (Alabama)
Sulligent es una ciudad ubicada en el condado de Lamar en el estado estadounidense de Alabama. En el año 2000 tenía una población de 2151 habitantes y una densidad poblacional de 106 personas por km².

## Demografía
En el 2000 la renta per cápita promedia del hogar era de $26,541, y el ingreso promedio para una familia era de $30,645. El ingreso per cápita para la localidad era de $15,794. Los hombres tenían un ingreso per cápita de $29,966 contra $19,537 para las mujeres.

## Geografía
Sulligent se encuentra ubicada en las coordenadas 33°53′41″N 88°7′55″O / 33.89472, -88.13194. Según la Oficina del Censo, la localidad tiene un área total de 20,3 km² (7,8 mi²), de la cual 20,3 km² (7,8 mi²) es tierra y 0 km² (0 mi²) (0%) es agua.